# Friedrick Accum

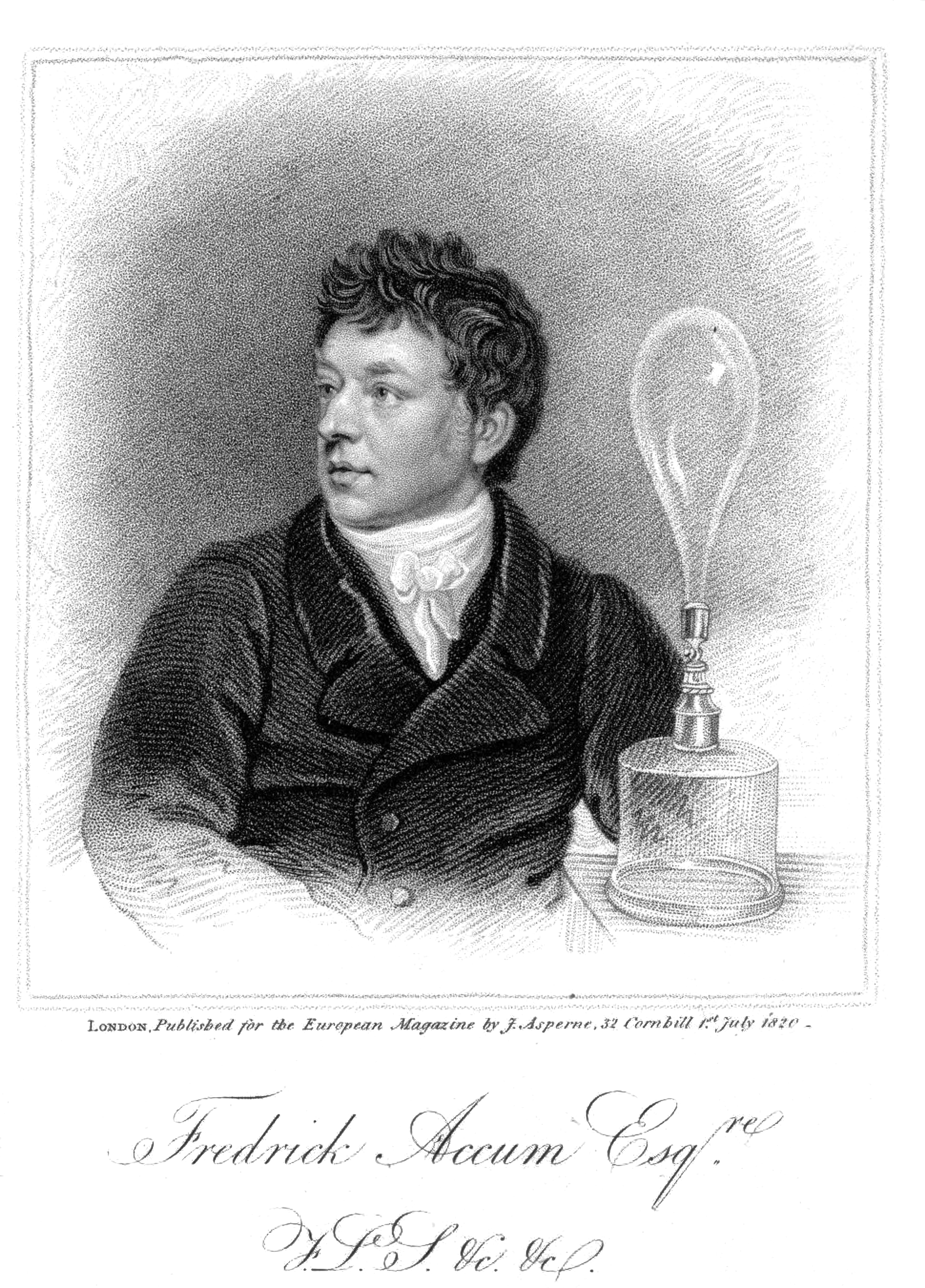
Friedrick Christian Accum

Friedrick Christian Accum (29 tháng 3 năm 1769 tại Bückeburg - 28 tháng 6 năm 1838 tại Berlin) là một nhà hoá học người Đức.
Ông là con trai của Christian Accum (Hertz Markus, trước khi đổi tên) và Suzanne Berthe La Motte, di cư sang Luân Đôn năm 1793, trở thành giáo sư hoá học và khoáng vật học tại Viện Surrey trong năm 1802, làm việc như người quản lý thư viện ở Học viện Hoàng gia.
Ông quay về Berlin năm 1822. Ở đây, ông được thừa nhận là giảng viên đại học tại Gewerbeinstitut và Bauakademie.